# Idactus ashanticus
Idactus ashanticus är en skalbaggsart som beskrevs av Stefan von Breuning 1960. Idactus ashanticus ingår i släktet Idactus och familjen långhorningar.
Artens utbredningsområde är Ghana. Inga underarter finns listade i Catalogue of Life.